# 水酸化タリウム(I)
水酸化タリウム(I)（すいさんかタリウム(I)、Thallium(I) hydroxide）は、化学式 TlOH で表される1価のタリウムの水酸化物である。
他のタリウム化合物と同様に強い毒性、またアルカリ性による腐食性を持つ。

## 合成
二酸化炭素を含まない硫酸タリウム(I)の水溶液に、当量の水酸化バリウム水溶液を加えて沈殿する硫酸バリウムを除去すると水溶液として得られる。
{\displaystyle {\ce {Tl2SO4\ + Ba(OH)2 -> 2 TlOH\ + BaSO4(S)}}}
あるいは粉末状金属タリウムを水に懸濁させ、空気を通じても水溶液が得られる。
{\displaystyle {\ce {{4Tl}+ {O2}+ 2H2O -> 4 TlOH}}}
酸化タリウム(I)を水に溶解しても生成する。
{\displaystyle {\ce {{Tl2O}+ H2O -> 2TlOH}}}

## 性質
純粋なものは無色の柱状結晶であるが、空気中では一部酸化されて黄色に変化する。
水およびエタノールに可溶であり、水溶液は著しいアルカリ性を示す。
アルカリ金属水酸化物よりは弱いものの、強塩基であり固体および水溶液は二酸化炭素を吸収して炭酸タリウムになる。その塩基解離定数は以下の通りである。
{\displaystyle {\ce {TlOH\ \rightleftarrows \ Tl^{+}\ +OH^{-}\ ,\ }}}　{\displaystyle pK_{b}=0.5}
{\displaystyle {\ce {2 TlOH\ + CO2 -> Tl2CO3\ + H2O}}}
100℃程度の加熱、あるいは真空中において50℃の加熱により分解し、水を失って黒色の酸化タリウム(I)になる。
{\displaystyle {\ce {2 TlOH -> {Tl2O}+ H2O}}}
空気中では部分的に酸化され、塩素水、臭素水などにより酸化され、3価の水酸化タリウム(III), Tl(OH)3となる。その標準酸化還元電位は以下の通りである。
{\displaystyle {\ce {Tl(OH)3\ +2{\mathit {e}}^{-}\ \rightleftarrows \ TlOH\ +2OH^{-}\ ,\ }}} {\displaystyle E^{\circ }=-0.05{\mbox{ V}}}

## 反応
鈴木・宮浦カップリングにおいて水酸化タリウム(I)を塩基触媒として使用することにより、反応点同士が出会う確率が低くなるような大きな分子同士の反応も速やかに進行することが見出されている。